# St. Remigius (Opladen)

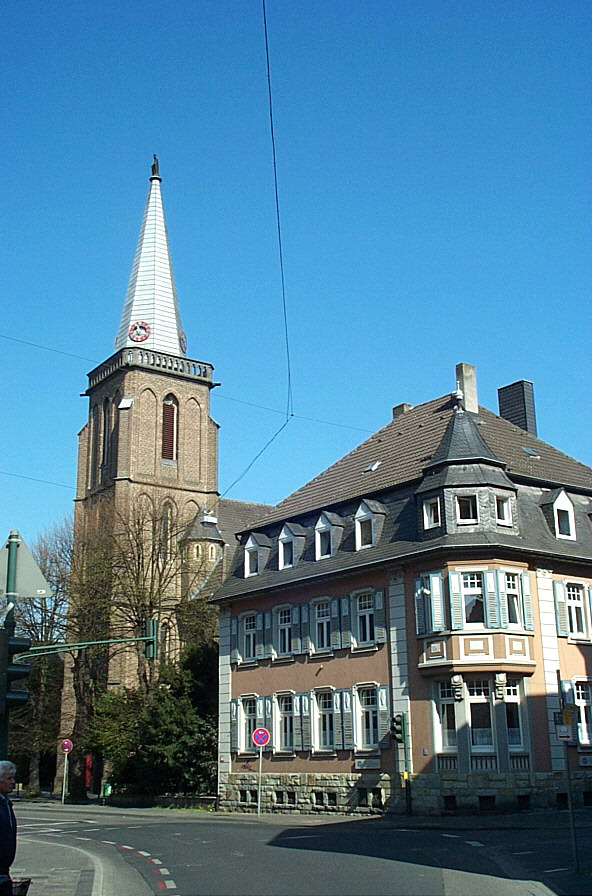
St. Remigius in Leverkusen-Opladen

Die Kirche St. Remigius ist ein römisch-katholisches Gotteshaus im Leverkusener Stadtteil Opladen. Sie ist Pfarrkirche der Gemeinde St. Remigius im Sendungsraum St. Maurinus und Marien und St. Remigius im Erzbistum Köln. Vorgängerbauten der heutigen Kirche von 1863 lassen sich seit dem 13. Jahrhundert belegen.

## Geschichte

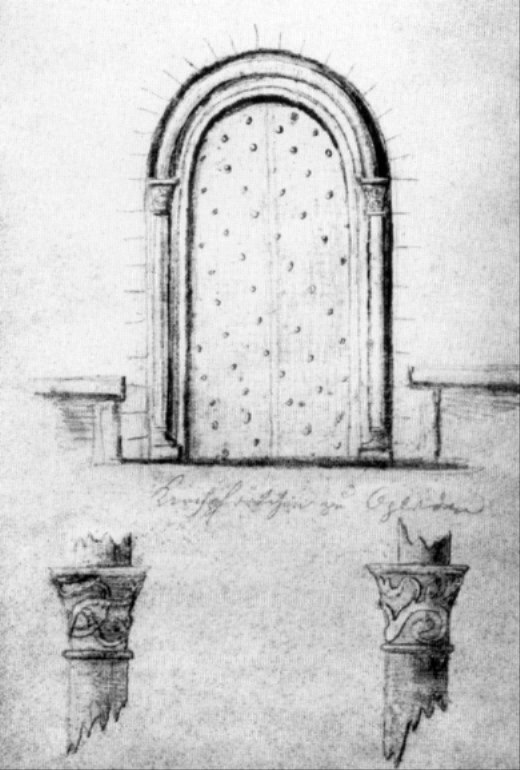
Portal der ersten Remigiuskirche aus dem 13. Jahrhundert; Zeichnung von A. W. Zuccalmaglio

Die Wahl des heiligen Remigius von Reims als Pfarrpatron deutet auf eine Gründung der Pfarrei zwischen dem 6. und 11. Jahrhundert hin. Die Pfarrei ist eine der ersten nachweisbaren Pfarreien im heutigen Leverkusener Stadtgebiet. Eine Kirche in Opladen lässt sich erstmals in einer Urkunde des Stifts St. Gereon von 1223 als dessen Besitz nachweisen. Die Kirche hatte lediglich eine Grundfläche von 7×11 Quadratmetern sowie einen wuchtigen romanischen Kirchturm. Sie bildete in den folgenden Jahrhunderten das Zentrum des Kirchspiels Opladen, das zunächst nur aus einer Anzahl verstreut liegender Hofschaften bestand.
Um 1600 wechselte die Gemeinde mit einem neuen Pfarrer zur lutherischen Konfession. Nach einigen Streitigkeiten kehrte sie mit einem neuen Pfarrer aber schon 1620 zum katholischen Bekenntnis zurück. Da sie somit im Normaljahr 1624 katholisch war, blieb dies nach dem Ende des Dreißigjährigen Kriegs festgeschrieben.

Zweite Remigiuskirche (1787–1862)

Bereits seit 1654 sind Klagen der Opladener Gemeinde über den baufälligen Zustand der Kirche belegt; das Stift St. Gereon weigerte sich aber zunächst, für die Baukosten aufzukommen. Erst in den Jahren 1787 bis 1788 konnte ein neues Kirchenschiff errichtet werden, nachdem die Gemeinde umfangreiche Spanndienste für den Bau zugesagt hatte.
Mit der Säkularisation 1803 endeten die Ansprüche, aber auch Verpflichtungen des Stifts für die Opladener Pfarrei. Diese wurden nun vom Staat übernommen. Nachdem Opladen 1815 unter preußische Herrschaft gelangt war, entledigte sich der Staat dieser Verpflichtungen 1841 mit einer größeren Zahlung an die Gemeinde.
1828 wurde Stephan Josef Krey neuer Pfarrer von St. Remigius. In der Folgezeit initiierte er zahlreiche Projekte, die für die Entwicklung Opladens bis heute von großer Bedeutung sind, darunter die Eröffnung des späteren Erzbischöflichen Gymnasiums Aloysianum und der Marienschule. Nachdem er bereits 1855 den Kölner Architekten und Diözesanbaumeister Vincenz Statz mit der Planung eines erneuten Neubaus der Pfarrkirche beauftragt hatte, wurde die alte Kirche 1862 abgerissen und bis Ende 1863 durch die heute noch bestehende Kirche ersetzt. Dies wurde neben Spenden aus der Bevölkerung nicht zuletzt durch die Einmalzahlung des preußischen Staats ermöglicht. Die Kirche wurde 1864 geweiht.
1939 wurde die Kirche St. Michael im Norden Opladens von der Pfarrei St. Remigius geweiht und zunächst als Rektorat von St. Remigius eingerichtet. Ein Bombentreffer beschädigt die Remigiuskirche am 28. Dezember 1944 schwer. Der Turm und die Außenmauern bleiben jedoch erhalten.
Nach dem Kriegsende 1945 wurde mit dem Wiederaufbau der Kirche begonnen, der nach Plänen von Bernhard Rotterdam erfolgte und bis 1952 dauerte. Der südöstliche Teil der Pfarrei wurde 1945 selbständiges Pfarrrektorat und 1957 schließlich zur neuen Gemeinde St. Elisabeth. 1961 erhielt die Kirche eine neue Orgel, im folgenden Jahr neue Kirchenfenster von Paul Weigmann. Infolge der Liturgiereformen des Zweiten Vatikanischen Konzils wurde der Altarraum der Kirche 1977 nochmals umgestaltet.
Zweiter Pfarrpatron ist der Heilige Nepomuk. Eine Statue dieses Heiligen, die früher neben der Opladener Wupperbrücke stand, befindet sich heute in der Kirche.
Die Gemeinde St. Remigius bildete bis 2009 mit den Gemeinden Heilige Drei Könige, St. Elisabeth, St. Engelbert und St. Michael den Pfarrverband Opladen. Zum 1. Januar 2010 lösten sich diese Gemeinden auf und schlossen sich zur neuen Pfarrgemeinde St. Remigius Opladen zusammen. Ab dem 1. September 2022 bildet die Pfarrei St. Remigius mit der Pfarrei St. Maurinus und Marien den Sendungsraum St. Maurinus und Marien und St. Remigius mit gemeinsamem Seelsorgerteam und insgesamt sieben Kirchorten.

## Orgel
Über dem Eingang auf der Empore steht eine Orgel.
Das Instrument hat 37 Register auf drei Manualen und Pedal mit folgender Disposition:
| I Rückpositiv C–g3 |             |       |
| 1.                 | Holzgedeckt | 8′    |
| 2.                 | Prästant    | 4′    |
| 3.                 | Nasat       | 2 ⁄3′ |
| 4.                 | Prinzipal   | 2′    |
| 5.                 | Nachthorn   | 1′    |
| 6.                 | Zimbel 3f.  | 2⁄3′  |
| 7.                 | Krummhorn   | 8′    |
| 8.                 | Kugelregal  | 4′    |
|                    | Tremulant   |       |

| II Hauptwerk C–g3 |                 |     |
| 9.                | Gedecktpommer   | 16′ |
| 10.               | Prinzipal       | 8′  |
| 11.               | Gedeckt         | 8′  |
| 12.               | Oktave          | 4′  |
| 13.               | Koppelflöte     | 4′  |
| 14.               | Waldflöte       | 2′  |
| 15.               | Sesquialter 2f. |     |
| 16.               | Mixtur 4f.      | 2′  |
| 17.               | Trompete        | 8′  |

| III Schwellwerk C–g3 |               |       |
| 18.                  | Violprinzipal | 8′    |
| 19.                  | Rohrflöte     | 8′    |
| 20.                  | Salicional    | 8′    |
| 21.                  | Prinzipal     | 4′    |
| 22.                  | Blockflöte    | 4′    |
| 23.                  | Oktave        | 2′    |
| 24.                  | Sifflöte      | 1 ⁄3′ |
| 25.                  | Scharff 4f.   | 1′    |
| 26.                  | Cornett 2-3f. |       |
| 27.                  | Basson        | 16′   |
| 28.                  | Schalmei      | 8′    |
| 29.                  | Trichterregal | 4′    |
|                      | Tremulant     |       |

| Pedal C–f1 |                  |       |
| 30.        | Kontrabass       | 16′   |
| 31.        | Subbass          | 16′   |
| 32.        | Oktavbass        | 8′    |
| 33.        | Gedecktbass      | 8′    |
| 34.        | Choralbass       | 4′    |
| 35.        | Rauschpfeife 4f. | 2 ⁄3′ |
| 36.        | Stillposaune     | 16′   |
| 37.        | Basstrompete     | 8′    |

- Koppeln:
  - Normalkoppeln: III/I, II/I; III/II; I/II; III/P, II/P, I/P
- Spielhilfen: Setzeranlage mit insgesamt 3072 Speichermöglichkeiten, Crescendowalze, Schwelltritt, Hauptwerk ab, Rückpositiv ab, Zungenabsteller

## Glocken
Im Turm hängt ein großes, voluminös klingendes Geläut aus drei Gussstahl- und einer Bronzeglocke. Das Vollgeläut ist nur an Hochfesten und zu Trauungen zu hören; sonntags läuten die Glocken 4, 3 und 2.
| Nr. | Name      | Gussjahr | Gießer                 | Material      | Durchmesser (mm) | Masse (kg) | Schlagton (16tel) |
| 1   | Maria     | 1924     | Bochumer Verein        | Gussstahl     | 1.760            | 2.659      | h0 +2             |
| 2   | Remigius  | 1924     | Bochumer Verein        | Gussstahl     | 1.483            | 1.485      | d1 −4             |
| 3   | Stephanus | 1924     | Bochumer Verein        | Gussstahl     | 1.340            | 1.096      | f1 +1             |
| 4   | –         | 1830     | G. Claren & S. Hilgers | Glockenbronze | 1.010            | 680        | as1 −6            |